# Francine Descarries
Francine Descarries (Montreal, 1942) es una socióloga canadiense. Es profesora de sociología en la Universidad de Quebec en Montreal. Se la considera una figura destacada de los estudios feministas en Quebec.

## Biografía
A la edad de 16 años, tras la muerte de su padre, dejó la escuela para que su familia pudiera costear la formación médica de su hermano. Ella encontró trabajo como secretaria jurídica, luego como agente de viajes y luego dejó el mundo laboral para cuidar de sus hijos. Regresó a la escuela a los 27 años, poco después del nacimiento de su segundo hijo. Asistió al Cégep Édouard-Montpetit. Con un interés académico en las cuestiones de la mujer y el feminismo, obtuvo títulos universitarios, de maestría y de doctorado en sociología por la Universidad de Montreal.
En 1980, publicó L'École rose… et les cols roses (La escuela rosa... y el cuello rosa), basándose en las investigaciones de su maestría. El libro abordó la división sexual del trabajo y la reproducción social en los lugares de trabajo y las escuelas de Quebec.
En 1985, se incorporó a la facultad de la Universidad de Quebec en Montreal (UQAM). En 1990, se convirtió en miembro fundadora del Instituto de Investigaciones y Estudios Feministas de la UQAM. Se desempeñó como directora del comité científico del 7º Congreso Internacional de Investigación Feminista en la Francofonía, celebrada en Montreal en 2015.
Sus intereses académicos incluyen la teoría feminista, la evolución del movimiento de mujeres en Quebec, la familia y las mujeres en la fuerza laboral.

## Premios y honores
- Premio Ursula Franklin en Estudios de Género de la Real Sociedad de Canadá (2012).[7]
- Prix Marie-Andrée-Bertrand y Prix du Québec del Gobierno de Québec (2019)[2][6]

## Trabajos seleccionados

### Libros
- Descarries-Bélanger, Francine (1980). L'école rose—et les cols roses: la reproduction de la division sociale des sexes (en francés). Montréal: Éditions coopératives A. Saint-Martin. ISBN 978-2-89035-019-9.
- Robbins, Wendy; Luxton, Meg; Eichler, Margrit; Descarries, Francine (2009). Minds of Our Own: Inventing Feminist Scholarship and Women's Studies in Canada and Québec, 1966–76 (en inglés). Wilfrid Laurier Univ. Press. p. 348. ISBN 978-1-55458-774-2.

### Artículos
- Descarries, Francine; Corbeil, Christine (1994). «Entre discours et pratiques : l'révolution de la pensée féministe sur la maternité depuis 1960». Nouvelles Questions Féministes 15 (1): 69-93. ISSN 0248-4951. JSTOR 40619565.
- Descarries, Francine (2003). «The Hegemony of the English Language in the Academy: The Damaging Impact of the Sociocultural and Linguistic Barriers on the Development of Feminist Sociological Knowledge, Theories and Strategies». Current Sociology (en inglés) 51 (6): 625-636. ISSN 0011-3921. S2CID 145498036. doi:10.1177/00113921030516005.
- Descarries, Francine (2005). «L'antiféminisme " ordinaire "». Recherches Féministes 18 (2): 137-151. ISSN 0838-4479. doi:10.7202/012421ar.
- Descarries, Francine (2011). «Le projet féministe à l'aube du XXIe siècle : un projet de libération et de solidarité qui fait toujours sens». Cahiers de recherche sociologique (30): 179-210. ISSN 1923-5771. doi:10.7202/1002660ar.
- Descarries, Francine (2014). «Language Is Not Neutral: The Construction of Knowledge in the Social Sciences and Humanities». Signs: Journal of Women in Culture and Society (en inglés) 39 (3): 564-569. ISSN 0097-9740. S2CID 146229148. doi:10.1086/674347.